# Hanzōmon (métro de Tokyo)
Hanzōmon (半蔵門駅, Hanzōmon-eki) est une station du métro de Tokyo sur la ligne Hanzōmon dans l'arrondissement de Chiyoda à Tokyo. Elle est exploitée par le Tokyo Metro.
La station tient son nom de sa proximite avec la porte ('mon') Hanzomon située à l'ouest de l'enceinte du Palais impérial de Tokyo.

## Situation sur le réseau
La station Hanzōmon est située au point kilométrique (PK) 5,1 de la ligne Hanzōmon.

## Histoire
La station a été inaugurée le 9 décembre 1982.

## Services aux voyageurs

### Accès et accueil
La station est ouverte tous les jours. Elle se compose d'un quai central encadré par les 2 voies de la ligne Hanzōmon.
En moyenne, 85 769 voyageurs ont fréquenté quotidiennement la station en 2015.

### Desserte
Ligne Hanzōmon :
- voie 1 : direction Shibuya (interconnexion avec la ligne Tōkyū Den-en-toshi pour Chūō-Rinkan)
- voie 2 : direction Oshiage (interconnexion avec la ligne Tōbu Skytree pour Kuki et Minami-Kurihashi)

Installations de la station
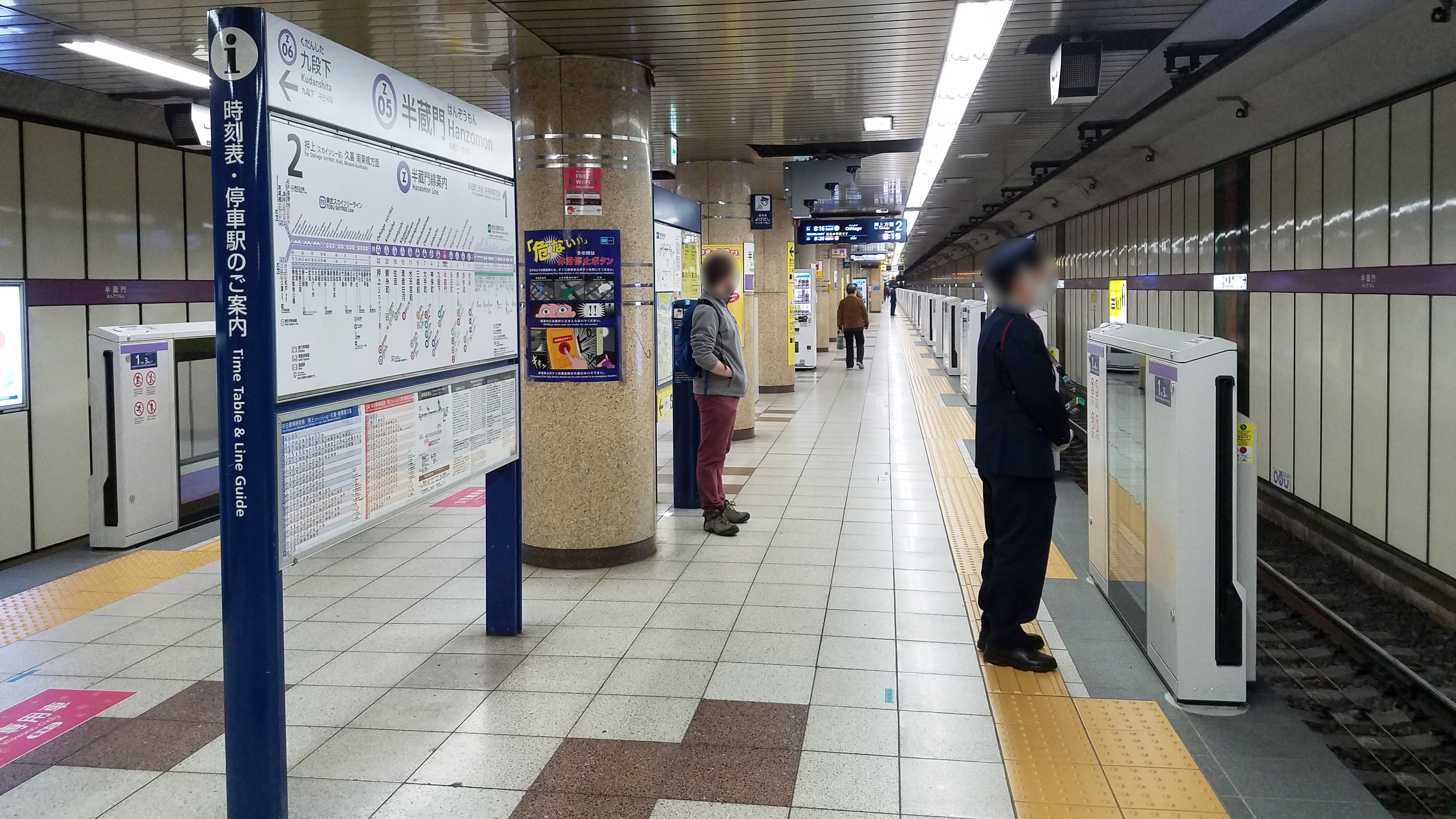
Quai de la ligne Hanzōmon
Ligne de contrôle

## À proximité
- Kōjimachi